# 하이브리드 (프로게이머)
하이브리드(본명: 이우진, 1997년 11월 27일 ~ )는 대한민국의 리그 오브 레전드 프로게이머로 아이디는 HyBriD이다. 포지션은 AD 캐리이다. 과거 Lucy라는 닉네임을 사용했다.

## 선수 생활
하이브리드는 2017년 5월 24일 롱주 게이밍에 입단하면서 프로 커리어를 시작했다. 하지만 서머 시즌에서는 출전하지 못했다.
2018시즌을 앞두고 에버8 위너스에 입단했다. 스프링 시즌 팀의 주전 원딜러로 활동하면서 팀의 챌린저스 포스트시즌 진출에 기여했다. 스프링 시즌 종료 이후 팀은 승강전에 진출했지만 승격에는 실패했다. 서머 시즌에서는 갭과 번갈아 출전하면서 팀의 포스트시즌 진출에 기여했다.
2019년 3월, 아마추어 팀인 범사마에 입단했다. 범사마에서 팀을 CK에 진출시키는데 공헌했다.
2019년 5월 28일, 브리온 블레이드에 입단했다. 2019 서머 시즌 좋은 모습을 보여주면서 팀의 챌린저스 포스트시즌 진출에 기여했다.
2020시즌을 앞두고 APK 프린스에 입단했다. 스프링 시즌에서는 초반 트리거와 번갈아 출전하다가 점차 주전 선수로 도약했다. 2020년 3월 29일 치러진 샌드박스 게이밍과의 경기에서는 펜타킬을 기록하면서 팀 승리에 기여하기도 했다. 4월 4일에 치러진 KT 롤스터전에서도 펜타킬을 기록했으며 4월 16일에 치러진 드래곤X와의 경기에서도 펜타킬을 기록하며 한 시즌 3번의 펜타킬을 기록하는 활약을 보여주었다. 하지만 서머 시즌에서는 부진에 빠지며 트리거의 서브 선수로 활동했다.
2021시즌을 앞두고 KT 롤스터에 입단했다. 스프링 시즌 초반 주전으로 출전했지만 좋지 못한 모습을 보여주었으며 노아에게 주전 자리를 내주게 되었다. 서머 시즌을 앞두고 2군으로 샌드다운되었다. 2021시즌 종료 후 팀에서 퇴단했다.

## 소속팀
| # | 팀명            | 소속 기간               | 소속 리그 | 비고 |
| - | --------------- | ----------------------- | --------- | ---- |
| 1 | 롱주 게이밍     | 2017.05.24 ~ 2017.11.22 | LCK       |      |
| 2 | 에버8 위너스    | 2018.01.17 ~ 2018.10.02 | CK        |      |
| 3 | 범사마          | 2019.03 ~ 2019.05.28    | 아마추어  |      |
| 4 | 브리온 블레이드 | 2019.05.28 ~ 2019.10.31 | CK        |      |
| 5 | APK 프린스      | 2019.11.25 ~ 2020.11.16 | LCK       |      |
| 6 | KT 롤스터       | 2020.11.30 ~ 2021.11.15 | LCK       |      |

## 수상 내역
- 리그 오브 레전드 챔피언스 코리아 서머 2017 우승
- 리그 오브 레전드 챌린저스 코리아 스프링 2018 준우승